# Camponotus chalceoides
Camponotus chalceoides é uma espécie de inseto do gênero Camponotus, pertencente à família Formicidae.